# 나가부치 쯔요시

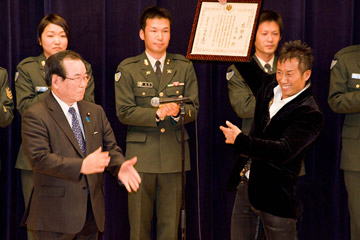
with 이치카와 야스오

나가부치 쯔요시(長渕剛 나가부치 쓰요시[*], 장연강, 1956년 9월 7일 ~ )는 일본의 가수, 배우, 화가이다.

## 생애
일본 가고시마현 히오키시에서 태어났다. 가고시마현립 미나미고등학교 정보처리과를 졸업했다. 규슈산업대학 예술학부를 중퇴했다. 1977년에 가수로 데뷔했다.(본격 데뷔는 1978년) '간빠이'(乾杯), '돈보'(とんぼ), '샤본다마'(しゃぼん玉) 등 히트곡을 내놓았다.